# Чемпионат Европы по борьбе 1909
В 1909 году прошло два неофициальных чемпионата Европы по борьбе. Первый состоялся в феврале в Мальмё (Швеция), второй прошёл в сентябре в Дрездене (Германия). Участники боролись по правилам греко-римской борьбы.

## Турнир в Мальмё
| вес         | Золото               | Серебро            | Бронза           |
| ?           | Густаф Мальмстрём    | Альфред Пурсиайнен | Фредерик Хансен  |
| ?           | Харальд Кристенсен   | Антти Саволайнен   | Лоренс Росман    |
| ?           | Фритьоф Мортенссон   | Арнольд Хансен     | Франк Аксель     |
| свыше 85 кг | Ханс-Хайнрих Эгеберг | Альфред Линдблад   | Густаф Малмквист |

## Турнир в Дрездене
| вес         | Золото               | Серебро        | Бронза        |
| До 62,5 кг  | Эвалд Хегевалд       | Карел Галик    | Карл Вернике  |
| До 70 кг    | Теодор Шибилски      | Георг Хельгерт | Франц Шламмер |
| До 80 кг    | Маттиас Хартль       | Эмиль Керстан  | Фриц Дрессе   |
| свыше 85 кг | Ханс-Хайнрих Эгеберг | Пауль Ветциг   | Йозеф Ленер   |